# Пасічний
Пасічний — зупинний пункт Жмеринської дирекції Південно-Західної залізниці, лінія Калинівка — Старокостянтинів.
Розташований на території Хмельницької області поблизу однойменного села.
Тут зупинявся двічі на день дизель-поїзд "Хмельницький — Вінниця". Зараз тут зупиняється лише пасажирський поїзд №139/140 "Київ-Пасажирський - Кам'янець-Подільський"
Найближчі села: Пасічна, Гречана, Рідкодуб і Травневе.